# Ethadophis epinepheli
Ethadophis epinepheli är en fiskart som först beskrevs av Jacques Blache och Marie-Louise Bauchot 1972.  Ethadophis epinepheli ingår i släktet Ethadophis och familjen Ophichthidae. Inga underarter finns listade i Catalogue of Life.